# آلن اسپرواتس
آلن اسپرواتس (انگلیسی: Alan Sproates; ۳۰ ژوئن ۱۹۴۴ – ۵ فوریهٔ ۲۰۱۵) بازیکن فوتبال اهل بریتانیا بود.
از باشگاه‌هایی که در آن بازی کرده‌است می‌توان به باشگاه فوتبال آدلاید یونایتد، باشگاه فوتبال اسکانتورپ یونایتد، باشگاه فوتبال دارلینگتون، و باشگاه فوتبال سوئیندون تاون اشاره کرد.